# شوال
- السبت
- الأحد
- الاثنين
- الثلاثاء
- الأربعاء
- الخميس
- الجمعة

- 2929 مارس 2025
- 130 مارس 2025
- 231 مارس 2025
- 31 أبريل 2025
- 42 أبريل 2025
- 53 أبريل 2025
- 64 أبريل 2025
- 75 أبريل 2025
- 86 أبريل 2025
- 97 أبريل 2025
- 108 أبريل 2025
- 119 أبريل 2025
- 1210 أبريل 2025
- 1311 أبريل 2025
- 1412 أبريل 2025
- 1513 أبريل 2025
- 1614 أبريل 2025
- 1715 أبريل 2025
- 1816 أبريل 2025
- 1917 أبريل 2025
- 2018 أبريل 2025
- 2119 أبريل 2025
- 2220 أبريل 2025
- 2321 أبريل 2025
- 2422 أبريل 2025
- 2523 أبريل 2025
- 2624 أبريل 2025
- 2725 أبريل 2025
- 2826 أبريل 2025
- 2927 أبريل 2025
- 3028 أبريل 2025
- 129 أبريل 2025
- 230 أبريل 2025
- 31 مايو 2025
- 42 مايو 2025

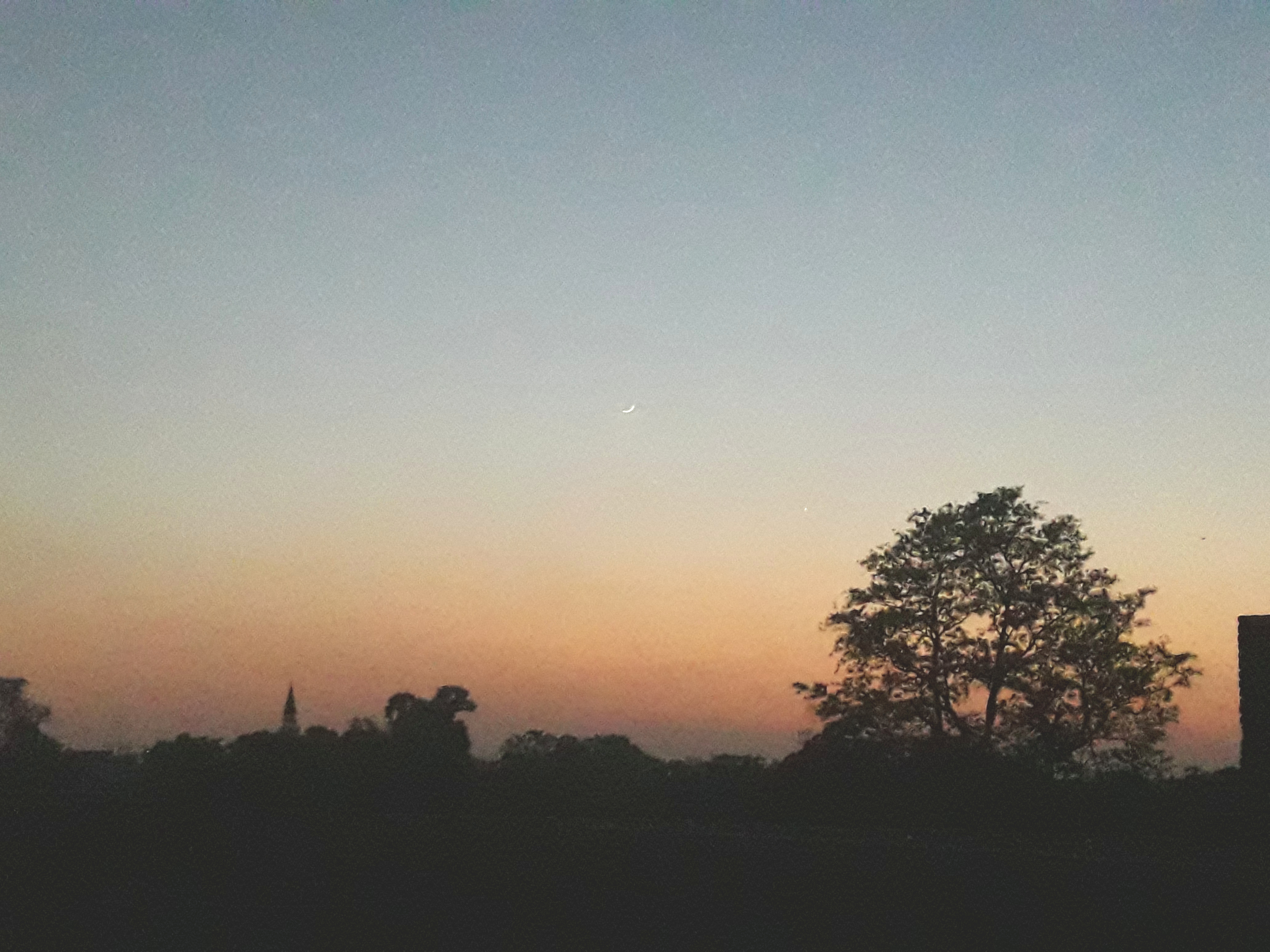

شَوَّال هو الشهر العاشر من السنة القمرية أو التقويم الهجري.
في أول أيام الشهر يحتفل المسلمون بعيد الفطر، الذي يأتي كنهاية لصوم شهر رمضان.

## أصل التسمية
قيل: أن الإبل كانت تشول بأذنابها أي ترفعها وقت التسمية طلبا للاخصاب وقيل: لتشويل ألبان الإبل، أي نقصانها وجفافها.

## فضل شهر شوال في الإسلام
صيام ستة أيام من شهر شوال هو سنّة ثابتة مستحبّة عن النبي ﷺ ولها فضل عظيم وأجر كبير، فقد وعد النبي من صام ستة أيام من شوال أجر صيام سنة كاملة. ويجوز صيامها متتابعة أو متفرقة على أغلب أقوال العلماء.
قال رسول الله ﷺ: "من صام رمضان ثم أتبعه ستاً من شوال كان كصيام الدهر" [رواه مسلم].
قال الإمام النووي: قال العلماء: "وإنما كان كصيام الدهر، لأن الحسنة بعشر أمثالها، فرمضان بعشرة أشهر، والستة بشهرين."
ويعتبر صيام هذه الأيام الست دليل على شكر الصائم لربه لتوفيقه في صيام رمضان وهو دليل على حب الطاعات. وليس للطاعة موسم معين فبعد انقضاء رمضان يجب ألَّا يعود الإنسان إلى المعصية بل يتبعها بالطاعة ويواصل في عمل الطاعات.

## حدث في شوال
سنة 1 هـ:
1. زواج النبي من السيدة عائشة.
سنة 2 هـ:
1. غزوة بني سليم بالكُدر
2. سرية سالم بن عمير لقتل أبي عَفَك
3. غزوة بني قينقاع
4. مؤامرة لاغتيال الرسول صلى الله عليه وسلم من قبل عمير بن وهب وصفوان بن أمية
سنة 3 هـ:
1. غزوة أحد
2. استشهاد حمزة بن عبد المطلب وعبد الله بن جحش وشماس بن عثمان ومصعب بن الزبير وسعد بن الربيع وعبد الله بن عمرو بن الجموح وعمرو بن الجموح وحنظلة بن أبي عامر وعمرو بن معاذ ومالك بن سنان وهو والد الصحابي أبو سعيد الخدري وأنس بن النضر
3. غزوة حمراء الأَسَد.
سنة 8 ه‍ـ:
1. غزوة حنين